# NGC 55
NGC 55 (другие обозначения — PGC 1014, ESO 293-50, MCG −7-1-13) — карликовая магелланова спиральная галактика с перемычкой (тип по Вокулёру SBm). Находится в южном полушарии неба, на границе созвездий Скульптора и Феникса. Видна почти с ребра. Этот объект входит в число перечисленных в оригинальной редакции «Нового общего каталога».

## Свойства
NGC 55 является карликовой галактикой типа SBm; находится сравнительно близко — на расстоянии 2 мегапарсек, благодаря чему может разрешаться на отдельные звёзды крупными телескопами. Принадлежит к группе галактик Скульптора, где является одной из самых больших. В 2006 году с помощью орбитального телескопа XMM-Newton в галактике было найдено 42 точечных источника рентгеновского излучения, в том числе 20 рентгеновских двойных звёзд, 5 остатков сверхновых и 7 источников мягкого рентгеновского излучения. Исследование также показало, что бар галактики имеет длину 6 килопарсек.

## Спутник
В 2023 году был открыт спутник галактики NGC 55 — ультрадиффузная карликовая галактика с крайне низкой поверхностной яркостью, получившая обозначение NGC 55-dw1. Она обладает эллиптической формой, её эффективный радиус составляет примерно 2,2 килопарсека, угловое расстояние до NGC 55 равно 47′′, физическое расстояние до неё — около 30 килопарсек, абсолютная звёздная величина MV = (−8,0 +0,5
−0,3)m. Поверхностная яркость галактики-спутника составляет 32,3 m/☐′′, одно из наименьших значений, когда-либо наблюдавшихся у галактик.